# Alisson
Alisson (* 2. Oktober 1992 in Novo Hamburgo; voller Name Alisson Ramsés Becker) ist ein brasilianischer Fußballtorwart. Er ist brasilianischer Nationalspieler. Seit Juli 2018 steht er beim FC Liverpool unter Vertrag.
Alisson wurde 2019 von der IFFHS, FIFA und France Football zum „Welttorhüter des Jahres“ gewählt.

## Vereinskarriere

### SC International

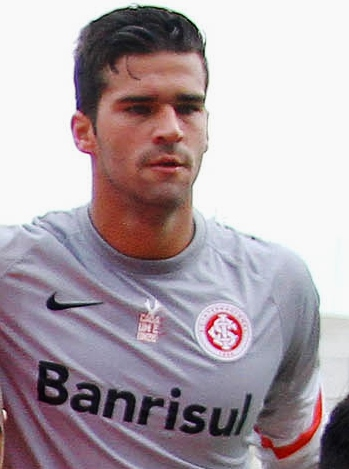
Alisson im Jahr 2015

Der in Novo Hamburgo im südlichen Bundesstaat Rio Grande do Sul geborene Alisson trat als Zehnjähriger der Nachwuchsakademie des SC Internacional aus Porto Alegre bei. Am 17. Februar 2013 kam er in der Staatsmeisterschaft von Rio Grande do Sul gegen Esporte Clube Cruzeiro erstmals für die erste Mannschaft zum Einsatz. In seiner ersten Saison war er kein Stammtorhüter und kam zu lediglich sechs Partien. Eine Saison später konkurrierte Alisson mit Dida um den Platz des Stammtorhüters und lief in elf Spielen auf. In der neuen Saison war er schließlich Stammkeeper.

### AS Rom
Nach drei Jahren in Porto Alegre wechselte Alisson 2016 zur AS Rom. Seinen ersten Einsatz für den Klub bestritt er in den Play-offs der UEFA Champions League 2016/17 gegen den FC Porto am 17. August 2016. In seiner ersten Saison war er die Nummer zwei hinter dem polnischen Nationaltorhüter Wojciech Szczęsny; nach dessen Abgang stieg Alisson zum neuen Stammtorwart der Römer auf. Nach Abschluss seiner zweiten Champions-League-Saison 2017/18 mit der AS Rom wurde er in die Mannschaft der Saison gewählt. Zudem wurde in der Serie A zum Torwart des Jahres 2017/18 sowie in die Mannschaft des Jahres 2017/18 gewählt.

### FC Liverpool
Zur Saison 2018/19 wechselte Alisson in die englische Premier League zum FC Liverpool. Die Ablösesumme von 75 Millionen Euro stellte einen neuen Rekord für Torhüter dar. 2019 konnte Alisson mit Liverpool die UEFA Champions League gewinnen. Dabei kam er zu 13 Einsätzen. Er erhielt für seine Leistung den Goldenen Handschuh (Golden Glove) der ersten englischen Liga 2018/19. Im Dezember 2019 konnte Alisson mit Liverpool die FIFA-Klub-Weltmeisterschaft 2019 gegen Flamengo Rio de Janeiro mit 1:0 nach Verlängerung gewinnen. Für seine Leistungen im Kalenderjahr 2019 gewann Alisson mit dem IFFHS-Welttorhüter des Jahres, FIFA-Welttorhüter des Jahres und der Jaschin-Trophäe von France Football alle relevanten Preise in der Rubrik „Welttorhüter des Jahres“.
In der Saison 2019/20 konnte Alisson mit Liverpool die englische Meisterschaft gewinnen. Am 16. Mai 2021 konnte Alisson sein erstes Tor in einem Pflichtspiel feiern. Im Ligaspiel bei West Bromwich Albion traf er in der 5. Minute der Nachspielzeit per Kopfball zum 2:1-Endstand für Liverpool. Er widmete den Treffer seinen im Februar verstorbenen Vater José Becker. Der 57-Jährige ertrank beim Schwimmen in einem See nahe der brasilianischen Ortschaft Rincão do Inferno. Er war als vermisst gemeldet worden, Suchtrupps fanden dann den leblosen Körper. Anzeichen für Fremdverschulden hatte es nicht gegeben. Wegen der Corona-Pandemie konnte Alisson der Beerdigung seines Vaters in der Heimat nicht beiwohnen.
Vor der Saison 2021/22 unterzeichnete Alisson beim FC Liverpool einen neuen langfristigen Vertrag.

## Nationalmannschaftskarriere

### Juniorenauswahl
Alisson trat für die U17 bei der U17-Weltmeisterschaft 2009 an. Mit der U21-Auswahl gewann er das Turnier von Toulon 2013.

### A-Mannschaft
Seit 2015 steht er im Kader der ersten Auswahl. Bei der Fußball-Weltmeisterschaft 2018 stand er als Stammtorhüter im Kader Brasiliens, ebenso bei der Copa América 2019, welche er mit der Mannschaft gewinnen konnte.
Im Freundschaftsspiel gegen die Auswahl von Mexiko, zur Vorbereitung auf die Copa América 2024, am 8. Juni 2024 kam Alisson eine besondere Ehre zu Teil. Der brasilianische Verband feierte an dem Tag sein 110-jähriges Jubiläum und Alisson durfte ein Gedenktrikot mit der Rückennummer 110 tragen.

## Erfolge

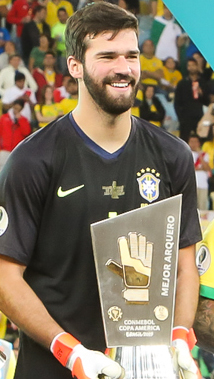
Alisson gewann den Goldenen Handschuh bei der Copa América 2019

### Nationalmannschaft
- Copa-América-Sieger: 2019
- Sieger des Turniers von Toulon: 2013[17]

### Vereine
SC Internacional	
- Staatsmeister von Rio Grande do Sul (4×): 2013, 2014, 2015, 2016[18]

Liverpool
- Englischer Meister (2×): 2020, 2025
- Englischer Pokalsieger: 2022
- Champions-League-Sieger: 2019
- Klub-Weltmeister: 2019
- Englischer Ligapokalsieger (2×): 2022, 2024
- Englischer Supercupsieger: 2022

## Auszeichnungen
- IFFHS-Welttorhüter des Jahres: 2019
- Jaschin-Trophäe („Welttorhüter des Jahres“): 2019
- FIFA-Welttorhüter des Jahres: 2019
- Copa América Goldener Handschuh: 2019[19]
- Copa América, Mannschaft des Turniers: 2019[20]
- FIFA FIFPro World XI (2×): 2019, 2020
- Premier League, Goldener Handschuh: 2018/19[11]
- Serie A, Torwart des Jahres: 2017/18[7]
- Serie A, Mannschaft des Jahres: 2017/18[8]
- UEFA Team of the Year: 2019
- UEFA Champions League, Mannschaft der Saison (2×): 2017/18,[21] 2018/19[22]
- Team des Jahres der Serie A (1): 2018

## Privates
Alissons Ahnen kamen im 19. Jahrhundert aus Mettnich, einem Ortsteil von Primstal im heutigen Saarland, in den Süden von Brasilien. Sie siedelten nicht weit von der Grenze zu Uruguay. Sein Vater sprach noch Deutsch, Alisson beherrscht die Sprache nicht. Aufgrund seiner Herkunft hatte er einen deutschen Reisepass beantragt, den er allerdings nicht bekam, da er in der siebten Generation in Brasilien lebt, und die deutsche Staatsbürgerschaft lediglich bis zur dritten Generation vergeben wird.
Alissons älterer Bruder Muriel (* 1987) ist ebenfalls Fußballtorhüter.

## Ehrenamtliches Engagement
Seit 2019 ist Alisson Goodwill-Botschafter für Gesundheitsförderung der Weltgesundheitsorganisation (WHO).